# Semjénháza
Semjénháza (horvátul: Pustara) község Zala vármegyében, a Letenyei járásban.

## Fekvése
Nagykanizsától 13 kilométerre délnyugatra fekszik, a Mura közelében, szelíd dombháton; központján a Kiskanizsa-Molnári közti 6834-es út halad keresztül. A község nagyobbik része egy elnyúló dombháton terül el, melyet az Újkúti- és a Rigyáci-patak határol.

## Nevezetességei
- Szent Anna kápolna, a község legrégebbi építménye (kb.1905-ben épült)
- Szent Anna római katolikus templom (épült 1998-99)
- I-II. világháborús hősi emlékmű

## Története
A település régóta lakott hely. A középső rézkor temetkezését csak innen ismerjük, a régészek hamvasztásos sírokat is találtak.
A község első írásos említése 1373-ból való: Semyenfeulde (majd 1420-ban: Semyenhaza). E két azonos szerkezetű névalak egy Semjén, azaz Simon nevű személy házára, illetőleg földjére, birtokára utal, aki az első telepes lehetett ebben az időszakban. A települést többnyire a szomszédos Istvánföldével írták össze. Neve az évszázadok alatt többször változott (1554: Semyen, 1693: Somenfölde, 1720: Sömiénfölde, 1750: Pustara, 1774: Sömjénfölde, 1832: Erdőffa, 1865: Erdősfa, 1913: Semjénháza).
1373-ban nemesi névben szerepelt először, majd településként 1420-ban említik meg.
A 16. század derekán a falu egy része a kanizsai váruradalomhoz tartozott. 1531-ben Semjén Andrásnak 5 lakott és 8 puszta jobbágytelkét említik. 1542-ben Semyen Ferencnek 5 portája volt ismert. Az 1548. évi török hadjárat során felégették a települést, de a lakosok még abban az évben visszaköltöztek, és 10 házat újra fel is építettek. 1566-ban újra puszta, majd 1598-ban említik meg Bogach István 8 házát, aki akkoriban a Semjén család árendása volt. A település Kanizsa várának ostromát átvészelhette, mert még 1600-ban is fizetett adót.
A 17. században ritkán lakott hely, a hódoltság alatt elpusztult. Kanizsa felszabadítása után először Nádasdy-birtok volt. Majd 1693-ban báró gyöngyösi Nagy Ferenc vásárolta meg a Kanizsához tartozó javak részeként. Területe ekkor 70 kataszteri hold nagyságú, makkoltatásra alkalmas erdő volt. 1719-ben már Inkey Jánosé, három negyedtelkes jobbágy élt itt. Lakói rendkívül szegények voltak: nem volt igavonó marhájuk, így sem szántani, sem vetni nem tudtak.
A település 1723-ban kezdett benépesülni. 5 év múlva Inkey János tényleges és örökölt birtoka. 11 jobbágy élt itt, köztük volt egy bíró is. Kétnyomásban művelték a földet, de szűkössége miatt gabonát nem adtak el. A kukorica, kender és a len is csak a maguk részére bizonyult elegendőnek. A természeti adottságoknak köszönhetően viszont tűzi- és épületfával bőven rendelkeztek.
1750 körül többször említik a falut Pustarának, ezzel is utalva a pusztaságra. Ez idő tájt Gubics András volt a plébános, és Dominkó András a tanító.
1768-ban egy egész telek 20 hold szántót és 8 szekér rétet tett ki. A kocsmáltatási jog karácsonyig volt érvényben. A fő termények ekkor a búza, rozs, árpa, zab, hajdina, és a kukorica voltak. A jobbágyok jócskán rendelkeztek irtásföldekkel. Rétjük kevés volt, a Mura áradása gyakran tönkretette, egyszer volt kaszálható. A katolikus vallású, horvát lakosság szegény sorban élt, a helyi napszámos munkán kívül más keresetük nem volt. 1770-ben a településnek sem saját temploma (ekkor a tótszentmártoni plébánia filiájaként említik), sem tanítója nincsen.
1778-ban Inkey Boldizsár a földesura a településnek, melynek nyelve horvát, lakosainak száma pedig 211 fő (1789-ben 249 fő). A parasztok sorsa a 18-19. század fordulóján még súlyosabbá vált, amelyet az allodium megnövekedett szerepe váltott ki (jóllehet 1802-ben már 313-an laktak itt).
Az 1828-as adatok 103 adózóról, 41 jobbágyról szólnak. Urbális falu, a terményekből kilencedet és tizedet szolgáltatnak, a gazdálkodás továbbra is kétnyomásos. Főleg búzát és rozsot termeltek, szarvasmarhát és lovat tenyésztettek. Kiválóak voltak a falu tölgy- és bükkerdői. A népszaporulat magas volt, a település határa pedig szűkös, ezért a lakosság egyre rohamosabban szegényedett.
A falu lakói közül többen is részt vettek az 1848–49-es forradalom és szabadságharcban. Kardos Sándor a csallóközi csatában esett el. A Zalavármegyei Honvédegylet megalakulásakor, 1867-ben Oprostyán Mátyás napszámos, Kodela István, Pintarics Jakab és Vlasics István földművesek hitelt érdemlően igazolni tudták, hogy részt vettek a szabadságharcban.
1857-ben a település határának már csaknem fele szántó, s egyre növekedett a rét és az erdő rovására. Ennek ellenére 1859-ben már Erdősfának nevezték a falut. A nyomorban sínylődő lakosság elkeseredettsége – a parasztságra kedvezőtlen – 1860. évi tagosítás után tovább nőtt. A nép az elkülönített urasági legelőre hajtotta állatait, amelynek következtében véres összetűzés alakult ki a parasztok és a cselédek között. Ekkor egy század katona szállta meg a falut, és ezen nyomás alatt meghunyászkodott a nép. A jobb minőségű földek ebben az időben még az Inkey családé voltak. A helyzet csak a millenniumhoz közeledő években változott: akkor Nagykanizsa forgalmas piacain könnyen értékesíthették termékeiket, amelyek főleg a kukorica, búza, rozs voltak.
A faluban a 19. század végén is kevés volt a munkalehetőség. A lakosság közül sokan elmentek cselédként szolgálni. A település határa a 19. század második felében történt átcsatolások révén ugyan 150 holddal gyarapodott, azonban a nyomorgó parasztokon ez sem segített. Többen közülük kivándoroltak Amerikába, hiszen az ott összegyűjtött 500-800 dollárnyi megtakarított pénz óriási vagyonnak számított a visszajövetelkor.
1890-ben került sor az első iskola kialakítására, amelynek épülete előtte kocsmaként működött. A tanító akkor egy tanteremben oktatott és nevelt.
Az első világháború 22 halottat követelt Semjénházától.
A Nagyatádi-féle földosztás során csak 100 kataszteri hold nagyság földterület került a parasztok kezeihez, 600-800 négyszögöles parcellák formájában.
A településen 1924-ben létesült elemi iskola, amelyhez gazdasági iskolát is kapcsoltak. Továbbra is egy tanteremben, de már két tanító végezte az oktatást. Csupán egy vegyeskereskedés és Hangya Szövetkezet működött, ezenkívül két iparos (kőműves, cipész) és egy molnár dolgozott a faluban.
1925-ben 18 házhelyet alakítottak ki, egy év múlva újraparcelláztak 175 kataszteri holdat. A következő évben Faluközösség néven egylet jött létre. Az írni és olvasni tudók száma 1930-ban már 661 fő volt.
1935-ben kövezett utat kapott Semjénháza, amely a település életében, gazdaságában lényeges változást hozott. A településen a 20. század elejétől a ló-, szarvasmarha- és sertéstenyésztés volt a legjelentősebb.
A második világháború alatt (1942) óvoda is létesült a faluban. A világháború évei alatt 23 lakosát veszítette el a község.
1945-ben a Merkly-Belus földek felosztásakor 115 gazda részesült földjuttatásban, amely azonban messze nem elégített ki az igényeket.
1949-ben a településen 165 lakóházban 1017 személyt számláltak össze.
Semjénházán 1948-ban már hétosztályos általános iskola működött. 1953-ban új iskola épült, amelyet 1959-ben bővítettek. Az 1970-es évek elején még nyolcosztályos általános iskola volt a településen, ezt követően már csak az alsó tagozatosok oktatása folyt tovább.
Semjénháza 1960-ban termelőszövetkezeti község lett. Az Új Kenyér Tsz 207 taggal 1088 kataszteri hold földön gazdálkodott. Ezt követően, 1970-ben történt meg az egyesülés a Muramenti Mgtsz-szel, amely aztán az 1990-es évek elejéig működött. Akkor a tsz felszámolásra került, földjei visszakerültek az eredeti tulajdonosokhoz, vagyonát árverésen értékesítették.
A faluból az 1960-as évektől kezdődően 250 fő járt el rendszeresen dolgozni az iparba, építkezésekre, mezőgazdasági munkákra. Az asszonyok otthon háziiparszerűen űzték a fonás és a szövés mesterségét.
1962-re a házak száma 204-re nőtt, míg a lakosságszám ekkora 998 főre csökkent. A népességfogyás üteme tovább gyorsult, ennek következtében 1997-re a település állandó lakosainak száma már 735 főre fogyatkozott.

## Közélete

### Polgármesterei
- 1990–1994: Cziczeli Ferenc (független)[4]
- 1994–1998: Cziczeli Ferenc (független)[5]
- 1998–2002: Cziczeli Ferenc (független)[6]
- 2002–2006: Dr. Szirti Tibor (független horvát kisebbségi)[7]
- 2006–2010: Dr. Szirti Tibor (független)[8]
- 2010–2014: Preksen László (független)[9]
- 2014–2019: Preksen László (független)[10]
- 2019–2024: Preksen László (független)[11]
- 2024– : Preksen László (független)[1]

## Népesség
A település népességének változása:
| Lakosok száma | 601  | 597  | 606  | 553  | 523  | 525  | 528  |
|               | 2013 | 2014 | 2015 | 2021 | 2022 | 2023 | 2024 |

A 2011-es népszámlálás idején a nemzetiségi megoszlás a következő volt: magyar 60,57%, horvát 37,6%, német 0,77%. A lakosok 86,8%-a római katolikusnak, 1,5% felekezeten kívülinek vallotta magát (10,68% nem nyilatkozott).
2022-ben a lakosság 88%-a vallotta magát magyarnak, 39,6% horvátnak, 1,9% cigánynak, 0,8% románnak, 0,4% németnek, 0,2% lengyelnek, 1,9% egyéb, nem hazai nemzetiségűnek (5,9% nem nyilatkozott; a kettős identitások miatt a végösszeg nagyobb lehet 100%-nál). Vallásuk szerint 58,9% volt római katolikus, 0,6% református, 1,1% egyéb keresztény, 3,3% felekezeten kívüli (35,9% nem válaszolt).